# 芸人報道
『芸人報道』（げいにんほうどう、GNN -GEININ NEWS NETWORK.-）は、2010年4月6日から2014年4月1日まで日本テレビで毎週火曜日未明に放送されたバラエティ番組。アンファーの一社提供番組。当初は関東ローカルだったが、2010年10月から関西地区の読売テレビでも放送されていた。
各新聞の番組表には『雨上がりの芸人報道!』と表記されていた。

## 内容
お笑い芸人が記者に扮し、徹底調査したテレビ業界の様々なニュース、芸人達の生態を報道番組風に紹介する。
初回放送前の2010年3月30日0:59 - 1:59には『徹底紹介スペシャル』と題し、1時間の特別版で放送された。同年9月5日には日曜日の昼間（14:30 - 14:55）に放送され、翌日には2回目の1時間スペシャルが放送された。当初は、おっぱい記者が登場するなどお色気要素もあったが、2011年以降は無くなった。
2012年4月、月曜プラチナナイト『月曜から夜ふかし』の放送開始に伴い、当番組の放送時間は30分繰り下げとなり、火曜日0:59 - 1:29に放送されることとなった。同年11月には、DVD「芸人報道01」と「芸人報道02」が発売されている。
2014年4月1日をもって番組は終了。理由について日本テレビは、「アンファー1社の提供番組で、スポンサーの営業的な事情」と説明している。最終回では「今後は年に数回1時間スペシャルを放送する」と発表された。
同年6月6日から不定期に放送されている1時間スペシャルは日本テレビのみでの放送となっており、読売テレビでは放送されていない。

## 出演者
キャップ→MC
- 蛍原徹　2020年1月7日放送分までキャップ、2020年12月28日からMC
- 加藤浩次（極楽とんぼ）2020年12月28日からMC

チーフ記者
2020年1月7日放送分は、岡村隆史（ナインティナイン）が務めた。2020年12月28日以降はなし。
記者
毎回5 - 7名程度の芸人が出演する。
レギュラー
- 高橋茂雄（サバンナ）
- 後藤輝基（フットボールアワー）
- 内藤斐奈(おっぱい記者)

ゲスト
1名ほどの芸人以外の女性タレント（主に20代の若手）が週替わりで登場する。
過去の出演者
チーフ記者
- 宮迫博之（当時雨上がり決死隊）

2012年1月17日・24日放送分は宮迫が早期胃癌による休養中だったため、今田耕司が代理を務めた。
- 入江慎也（カラテカ）
- 渡部建（アンジャッシュ）
- 綾部祐二（ピース）

記者としてゲスト出演することが多い芸人
- 田中卓志（アンガールズ）

## レギュラー放送以外の放送リスト
特別番組
| 放送日時                   | 番組タイトル                                     |
| -------------------------- | ------------------------------------------------ |
| 2011年3月4日19:00 - 20:54  | 芸能人のギャラ初公開!ズバリ発表するぞSP          |
| 2011年7月29日19:00 - 20:54 | 私の嫌いな有名人 実名で発表するぞ!SP             |
| 2011年10月7日19:00 - 20:54 | 芸能人のギャラ初公開!ズバリ発表するぞ!SP パート2 |
| 2012年1月16日21:00 - 22:48 | 私の嫌いな芸能人 実名で発表するぞSP2             |

レギュラー放送終了後
放送時間は第7回を除いていずれも0:59 - 1:59で、第7回のみ0:55 - 1:55。
| 放送回 | 放送日         | 企画                                                                           | ゲスト                                                                                                 |
| ------ | -------------- | ------------------------------------------------------------------------------ | --- |
| 第1回  | 2014年6月6日   | すぐ言う芸王座決定戦／禁断のニュース大告発                                     | 佐野ひなこ                                                                                             |
| 第2回  | 2014年10月14日 | すぐ言う芸王座決定戦／禁断のニュース大告発                                     | 新川優愛                                                                                               |
| 第3回  | 2014年12月2日  | テレビ地上波0本芸人／若手芸人最新ニュース                                      | 岡本あずさ                                                                                             |
| 第4回  | 2015年3月3日   | ネタ面白いけどトークイケてる／モノマネ大喜利                                   | 橋本マナミ                                                                                             |
| 第5回  | 2015年6月2日   | すぐ言う芸王座決定戦／芸人さんのカップルいらっしゃい                           | 祥子                                                                                                   |
| 第6回  | 2015年9月8日   | ひっそり解散した芸人解散式／今も便乗しているのか                               | 佐藤栞里                                                                                               |
| 第7回  | 2015年12月29日 | 2016年は男女コンビが熱い／かつての人気芸人大集合／ポテト少年団解散ライブに密着 | 田森美咲                                                                                               |
| 第8回  | 2016年3月9日   | 私たち芸人ですが副業でガッポリ稼いでます                                       | 河北麻友子                                                                                             |
| 第9回  | 2016年12月22日 | さよなら綾部祐二                                                               | 大石絵理                                                                                               |
| 第10回 | 2017年10月12日 |                                                                                | Niki                                                                                                   |
| 第11回 | 2019年1月8日   |                                                                                | 筧美和子                                                                                               |
| 第12回 | 2020年1月7日   |                                                                                | 児嶋一哉（アンジャッシュ） 滝沢カレン                                                                  |
| 第13回 | 2020年12月28日 |                                                                                | オズワルド、トム・ブラウン、ニューヨーク、フルーツポンチ、山之内すず                                   |
| 第14回 | 2021年12月27日 |                                                                                | 田村保乃（櫻坂46）、マヂカルラブリー、鬼越トマホーク、Aマッソ、しずる                                  |
| 第15回 | 2022年12月27日 |                                                                                | ビスケットブラザーズ、ランジャタイ、ジャングルポケット、モグライダー、フワちゃん                       |
| 第16回 | 2024年12月29日 |                                                                                | コロコロチキチキペッパーズ、みなみかわ、吉村崇（平成ノブシコブシ）、梅田みゆ・桜庭遥花（CUTIE STREET） |

## ネット局
| 放送対象地域 | 放送局            | 系列           | 放送日時                     | 放送期間                      | 遅れ    |
| ------------ | ----------------- | -------------- | ---------------------------- | ----------------------------- | ------- |
| 関東広域圏   | 日本テレビ（NTV） | 日本テレビ系列 | 火曜 0:29 - 0:59（月曜深夜） | 2010年4月6日 - 2012年3月27日  | 制作局  |
| 関東広域圏   | 日本テレビ（NTV） | 日本テレビ系列 | 火曜 0:59 - 1:29（月曜深夜） | 2012年4月3日 - 2014年4月1日   | 制作局  |
| 近畿広域圏   | 読売テレビ（ytv） | 日本テレビ系列 | 木曜 0:59 - 1:29（水曜深夜） | 2010年10月7日 - 2012年3月29日 | 9日遅れ |
| 近畿広域圏   | 読売テレビ（ytv） | 日本テレビ系列 | 木曜 1:23 - 1:53（水曜深夜） | 2012年4月5日 - 2014年4月3日   | 2日遅れ |

## スタッフ
- 企画・総合演出：髙橋利之（不定期特番第13回 -、は企画兼務）
- コンセプト：桜井慎一（不定期特番第12回までは構成兼務）
- 作家：渡邊祐樹（以前は、リサーチ）
- TM：鈴木雄仁（不定期特番第16回）
- SW：松嶋賢一（不定期特番第16回、以前は、カメラ→SW、不定期特番第15回はカメラ）
- カメラ：荻野高康（不定期特番第16回）
- MIX：白水英国（不定期特番第14,16回）
- VE：向山江梨佳（不定期特番第16回）
- LD：名取孝昌（不定期特番第16回、不定期特番第15回は照明）
- 編集：柳澤諭、山下朴人（共に不定期特番第16回）
- MA：都澤健太
- 音効：高取謙
- 美術：上條宏美
- デザイン：田澤奈津美（不定期特番第1-13,16回）
- TK：桜井えみこ
- デスク：富重裕子（不定期特番第13回 - ）
- 営業：笹木哲（不定期特番第16回）、小森敬士（不定期特番第14回 - ）
- 宣伝：村上淳一（不定期特番第13回 - ）
- 技術協力：NiTRO、BAUMLEBEN（BAUM→不定期特番第13回 -）
- 美術協力：日テレアート
- ディレクター：宮本大輔、山本健矢（山本→不定期特番第13回 -、以前も担当）、長谷川雄平（不定期特番第16回）、池田修大（不定期特番第14,16回、以前も担当）
- 演出：大樂和也
- プロデューサー：鬼頭直孝（不定期特番第16回）、竹部歩美
- チーフプロデューサー：新井秀和（不定期特番第15回 - ）
- 制作協力：ZION（不定期特番第5回 -）
- 製作著作：日本テレビ

### 過去のスタッフ
- 作家：藤澤雅孔
- TM：江村多加司、小椋敏宏、村上正（村上→不定期特番第10-14回）
- SW：望月達史、米田博之、早川智晃（早川→以前は、カメラ→SW）
- カメラ：小林宏義、西阪康史
- 音声：太田黒健至、山口直樹（山口→不定期特番第13回）
- MIX：村瀬脩一（不定期特番第15回）
- VE：三山隆浩、石野太一、塩原和益、佐久間治雄、斎藤孝行、天内理絵、鈴木昭博（鈴木→不定期特番第13,15回）、片山雄斗（不定期特番第14回）
- 編集：高根沢征二、金井元彦、笹川紘一、仁瓶大輝、江橋佑太（江橋→不定期特番第13回）、勝呂玄彌、宮下永慈（宮下→不定期特番第15回、以前も担当）
- 音効：加藤つよし
- 美術：林健一
- デザイン：本田恵子（不定期特番第14,15回）
- デスク：小池智子、宮城知代
- リサーチ：望月俊典、佐藤雄基/フルタイム
- 技術協力：CAMIX、VIC、CROSSCO
- 営業：高松美緒、岡本和孝、中西健、東井文太、竹葉信太郎、東山将之、宮崎智康、渡辺卓郎、草柳和宏（草柳→不定期特番第10回）、小野隆史（小野→不定期特番第11-13回）
- 宣伝：柳沢典子、明比雪、鈴木将大
- 編成：鬼頭直孝、中村圭吾、荻野健、横田崇、原司
- 演出補：岡伸太郎、西河真由子、兼平孔明、星野真輝、反町礎良（反町→不定期特番第10回）、伊藤怜希（伊藤→不定期特番第13回）
- AP：西沙織、内海雅、岡野明子
- 映像デザイン：佐藤絵里（以前は、演出補）
- ディレクター：横山健一、太田憲一、松本義人、平野彰子、陣崎行夫、広瀬陽一、田中真之、小澤博之、西山嘉昭（西山→不定期特番第10回）、松本健人（松本→以前は、演出補、不定期特番第10 - 13,15回）
- 演出：飯塚一志、藤森真実
- プロデューサー：遠藤正累、関原奈津子、福島ツトム、福田一寛（福田→不定期特番第5-15回 ）
- チーフプロデューサー：松岡至、菅賢治、田中宏史（田中→以前は、プロデューサー）、道坂忠久（以前は、プロデューサー、不定期特番第5 - 12回）、土屋拓（不定期特番第13,14回）
- 制作協力：ジーワン